# طرخشقون قرفي
الطرخشقون القرفي (باللاتينية: Taraxacum cinnamomeum) نوع نباتي يتبع جنس الطرخشقون من القبيلة الشيكورية التابعة للفصيلة النجمية.

## البيئة والانتشار
موطنه بلاد الشام.